# Mistrovství České republiky v rallye 2015
Mistrovství České republiky v rallye 2015 zahrnovalo celkem šest podniků.

## Kalendář
| Rally | Datum            | Název                                             | Město          |
| ----- | ---------------- | ------------------------------------------------- | -------------- |
| 1     | 24.–25. dubna    | 50. Rallye Šumava Klatovy 2015                    | Klatovy        |
| 2     | 22.–23. května   | 43. Rallye Český Krumlov 2015                     | Český Krumlov  |
| 3     | 19.–20. června   | 11. Agrotec Petronas Syntium Rally Hustopeče 2015 | Hustopeče      |
| 4     | 10.–12. července | 42. Rally Bohemia 2015                            | Mladá Boleslav |
| 5     | 28.–30. srpna    | 45. Barum Czech Rally Zlín 2015                   | Zlín           |
| 6     | 2.–3. října      | 3. Rally Klatovy 2015                             | Klatovy        |

## Posádky
| Tým                    | Vůz                                | Jezdec             | Spolujezdec           | Rallye   |
| ---------------------- | ---------------------------------- | ------------------ | --------------------- | -------- |
| Citroën DS3 R5         | Gemini Clinic Rally Team           | Miroslav Jakeš     | Jaroslav Novák        | 2-5      |
| Ford Fiesta R5         | KL Racing Team                     | Jan Sýkora         | Štěpán Palivec        | 1, 4, 6  |
| Ford Fiesta R5         | TRT Czech Rally Sport              | Roman Odložilík    | Martin Tureček        | 2-6      |
| Ford Focus RS WRC '06  | Dohnal Rally                       | Jan Dohnal         | Jakub Venclík         | 1-4, 6   |
| Mini Cooper S2000 1.6T | EuroOil Invelt Czech National Team | Václav Pech mladší | Petr Uhel             | 1-6      |
| Peugeot 206 WRC        | Štěpán Vojtěch                     | Štěpán Vojtěch     | Michal Ernst          | 4        |
| Škoda Fabia R5         | Škoda Motorsport                   | Jan Kopecký        | Pavel Dresler         | 1-5      |
| Škoda Fabia R5         | Rufa Sport                         | Tomáš Kostka       | Lukáš Kostka          | 5        |
| Škoda Fabia R5         | T&T Czech National Team            | Jaromír Tarabus    | Daniel Trunkát        | 5        |
| Škoda Fabia S2000      | T&T Czech National Team            | Jaromír Tarabus    | Daniel Trunkát        | 3        |
| Škoda Fabia S2000      | Comorant Team                      | Pavel Valoušek     | Veronika Havelková    | 1-5      |
| Škoda Fabia S2000      | Jan Jelínek                        | Jan Jelínek        | Petr Machů            | 1-5      |
| Škoda Fabia S2000      | Mogul Adell Racing Team            | Jan Černý          | Petr Černohorský jun. | 1-2, 4-6 |
| Škoda Fabia S2000      | Tlusťák Racing                     | Antonín Tlusťák    | Ladislav Kučera       | 3, 5     |
| Škoda Fabia S2000      | Jiří Tošovský                      | Jiří Tošovský      | Jozef Král            | 4        |
| Škoda Fabia S2000      | GPD Orsák Rally Sport              | Martin Hudec       | Petr Picka            | 5-6      |
| Škoda Fabia S2000      | Svarmetal Motorsport               | Martin Vlček       | Jindřiška Žáková      | 1-3, 5-6 |
| Subaru Impreza WRC'06  | Svarmetal Motorsport               | Martin Vlček       | Jindřiška Žáková      | 4        |
| Subaru Impreza WRC'06  | TRT Czech Rally Sport              | Roman Odložilík    | Martin Tureček        | 1        |
| Škoda Fabia WRC        | KL Racing Team                     | Karel Trněný       | Václav Pritzl         | 1-4, 6   |
| Škoda Fabia WRC        | KL Racing Team                     | Tomáš Kukučka      | Radovan Mozner        | 6        |
| Škoda Fabia WRC        | JT Rocksteel Rally Team            | Daniel Landa       | Ondřej Šálek          | 1, 4-5   |
| Škoda Octavia WRC      | Věroslav Cvrček                    | Věroslav Cvrček    | Ondřej Šálek          | 1, 3-6   |

## Klasifikace
| Pos | Jezdec             | ŠUM | ČKR | HUS | BOH | BAR | KLA | Body  |
| --- | ------------------ | --- | --- | --- | --- | --- | --- | ----- |
| 1   | Jan Kopecký        | 1   | 1   | 1   | 1   | 1   |     | 412,5 |
| 2   | Václav Pech mladší | Ret | 2   | 2   | 2   | 2   | Ret | 288,5 |
| 3   | Pavel Valoušek     | 2   | 3   | 4   | 4   | 3   |     | 245   |
| 4   | Roman Odložilík    | 3   | 4   | 3   | 5   | Ret | 2   | 216   |
| 5   | Jan Černý          | 5   | 7   |     | 7   | 4   | 3   | 158,5 |
| 6   | Martin Vlček       | 6   | 5   | Ret | 6   | Ret | 6   | 100   |
| 7   | Jan Sýkora         | 4   |     |     | 8   |     | 4   | 90    |
| 8   | Jan Jelínek        | Ret | 9   | 5   | 9   | 6   |     | 90    |
| 9   | Miroslav Jakeš     |     | 6   | Ret | Ret | 5   |     | 81    |
| 10  | Karel Trněný       | Ret | 10  | Ret | 11  |     | 1   | 67    |
| Pos | Jezdec             | ŠUM | ČKR | HUS | BOH | BAR | KLA |       |